# 1152
1152 (MCLII) je bilo prestopno leto, ki se je po julijanskem koledarju začelo na torek.

## Dogodki

### Evropa
- 15. februar - Nemški kralj Konrad III.  v oporoki za prvega dediča in naslednika določi nečaka Friderika Barbaroso. Konradov 6. letni sin Friderik podeduje švabsko vojvodino.
- 4. marec - Nemški elektorji za novega nemškega kralja potrdijo Friderika Barbarosso.

- 21. marec - Potem ko so spodleteli vsi poskusi papeža Evgena III., da bi sprti zakonski par, francoskega kralja Ludvika VII. in kraljico Eleanoro Akvitansko ponovno spravil skupaj v posteljo, pristane na razveljavitev zakona iz razloga, da sta si preveč v sorodu.
  - Dva plemiča Teobald V. Bloiški in Godfrej Anžujski, mlajši brat angleškega kralja Henrika II., poskusita neodvisno drug od drugega ugrabiti Eleanoro Akvitansko, da bi se polastila njenih posesti, ki so bile daleč največje v Franciji. V obeh primerih ima Eleanora zanesljive obveščevalce in se uspešno izogne zasedam.
- 18. maj - Na hitro in brez pompa se poročita Elanora Akvitanska in normandijski vojvoda Henrik II. ↓
- → Francoski kralj Ludvik VII. oblikuje koalicijo francoskih plemičev proti mladoporočencema, ki skupaj nadzorujeta daleč večji kos Francije od samega kralja. Henrik II. se izogne odprtim spopadom in izvede vojaški pritisk na ključno pokrajno Vexin, kar Ludvika primora, da odneha. Protiangleški koaliciji se pridruži tudi Godfrej Anžujski, mlajši brat Henrika II.
- Koncil v Kellsu: koncil pod vodstvom papeškega legata Giovannija Paparonija, ki reorganizira irsko Cerkev na štiri nadškofije in jo tesneje poveže z Rimom.
- Raoul I. Vermandoiški se loči od svoje druge žene Petronile Akvitanske in se vsem cerkvenim kanonom navkljub poroči še v tretje s hčerko flandrijskega grofa Laureto Flandrijsko. Zanjo je to že tretji zakon (od štirih).

### Azija
- 31. marec - Jeruzalemski kralj Balduin III. ima čez glavo svojo mater kraljico Melisendo in jo izžene z dvora ter se da sam kronati za jeruzalemskega kralja.↓
- → Oba se pritožita na visoko kraljevo sodišče (Haute Cour), ki v nezadovoljstvo tako matere kot sina kraljevino Jeruzalem razdeli na dve polovici. Severna, revnejša, od Bejruta do Akre, pripade Balduinu III., južna, bogatejša njegovi materi Melisendi.↓
- → Državljanska vojna v kraljevini Jeruzalem: Balduin III. kljub skromnim pripravam izvede uspešno invazijo na materin južni del kraljevine in zavzame Jeruzalem.↓
- → Melisenda se zateče v jeruzalemsko trdnjavo Davidov stolp, kjer jo ima sin naslednji dve leti pod nadzorom.↓
- → Istega leta Balduin odbije še Seldžuško invazijo Artukidov iz Madrina.
- Asasini umorijo prvega nemuslimanskega voditelja, tripolitanskega grofa Rajmonda II.. Regentstvo nad grofijo prevzame njegova (sicer prej odtujena) soproga Hodierna v imenu mladoletnega sina Rajmonda III. ↓
- → Ko izve za Rajmondovo smrt, poskusi alepski atabeg Nur ad-Din z invazijo na Tripolis. Vdova Hodierna preda utrdbo Tortosa vitezom templarjem, kar Nur ad-Dina odvrne od agresivnosti.
- Višnuvardhano, umrlega indijskega vladarja kraljestva Hojsale nasledi Narasimha I.

### Afrika
- Almohadi osvojijo današnjo obalno Alžirijo in končajo z dinastijo Hamadidov. Za prestolnico si izberejo Bedžajo.↓
- → Almohadi izbrišejo preostanek krščanstva v osvojenem Magrebu. Hudo preganjanje doživljajo tudi Judje.
- Normani pod vodstvom sicilskega kralja Rogerja II. upravno povežejo Kraljevino Afriko (večinoma današnja Tunizija in zahodni del Tripolitanije).

## Rojstva
Neznan datum
- Elizabeta Velikopoljska, češka kneginja in lužišks grofica († 1209)
- Godfrej fitzRoy, nezakonski sin Henrika II., yorški nadškof († 1212)
- Han Tuozhou, kitajski državnik, Južni Song († 1207)
- Ingvar Kijevski, veliki kijevski knez († okoli 1220)
- Marija Komnena, hčerka bizantinskega cesarja Manuela I. Komnena († 1182)
- Roman Veliki, kijevski veliki knez († 1205)
- Taira Tomomori, japonski bojevnik († 1185)

## Smrti
- 10. januar -  Teobald Veliki, šampanjski grof, itd. (* 1093)
- 15. februar - Konrad III., nemški kralj iz dinastije Hohenstaufen (* 1093)
- 14. oktober - Ralf I., grof Vermandoisa (* 1085)
- 3. maj - Matilda Boulognjska, angleška kraljica, žena kralja Štefana Angleškega (* 1105)
- Rajmond II., tripolitanski grof (* 1115)
- Vishnuvardhana, indijski  vladar kraljestva Hojsale
- Yahya ibn Abd al-Aziz, zadnji hamadidski emir